# آردو کریک
آردو کریک (انگلیسی: Ardo Kreek) بازیکن والیبال اهل استونی، عضو تیم ملی والیبال استونی و باشگاه پاریس است.